# 杨林 (1908年)
杨林（1908年—1980年），男，陕西子长人，中华人民共和国政治人物，曾任陕西省建筑工程局党委书记，陕西省政协副主席。